# (200255) Weigle
(200255) Weigle est un astéroïde de la ceinture principale.

## Description
(200255) Weigle est un astéroïde de la ceinture principale. Il fut découvert le 10 novembre 1999 à Kitt Peak par Marc William Buie. Il présente une orbite caractérisée par un demi-grand axe de 2,65 UA, une excentricité de 0,14 et une inclinaison de 1,3° par rapport à l'écliptique.